# Ущелина Сандан

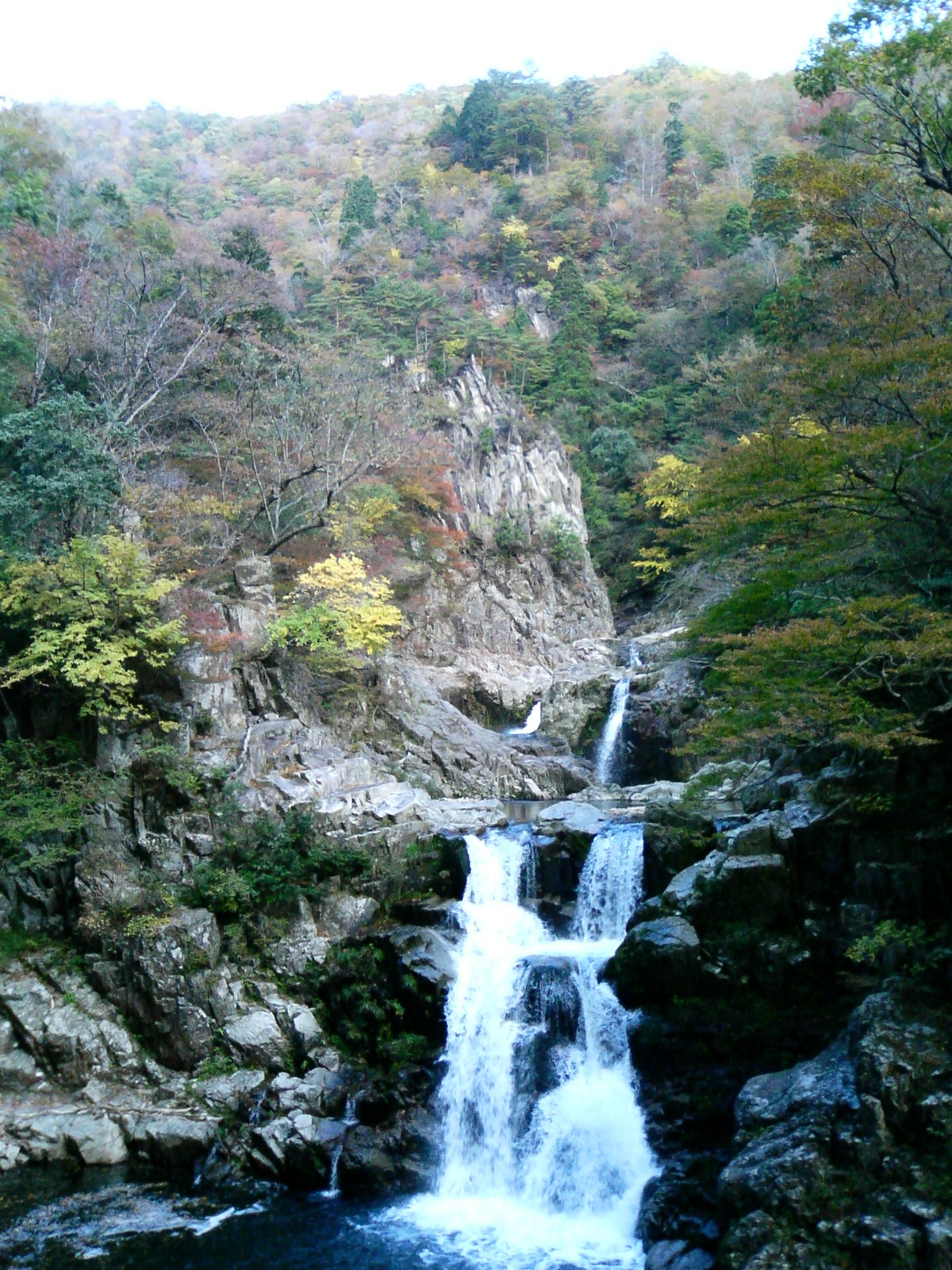
Триступеневий водоспад

Уще́лина Санда́н (яп. 三段峡, さんだんきょう, МФА: [sandaɴ kʲoː], «триступенева ущелина») — каньйон в Японії, на території містечка Акі-Ота в префектурі Хіросіма. Розташований вздовж річки Сівакі. Довжина — 16 км. Складова префектурного парку «Західна гряда Тюґоку». Місце паломництва туристів.

## Короткі відомості
Сандан-кьо вважається одним із найпривабливіших каньйонів Японії. Він розташований у місті Акіота префектури Хіросіма. Каньйон являє собою скелясту ущелину довжиною 16 км вздовж ріки Сівакі.
Сандан-кьо є особливо популярним серед туристів восени, коли місцеві японські клени, змінивши колір свого листя на яскраво червоний, вкривають місцеві гори і бескиди «палаючим килимом».
В інші пори року каньйон приваблює відвідувачів двома водоспадами — «двоступеневим» і «триступеневим».

## Фото

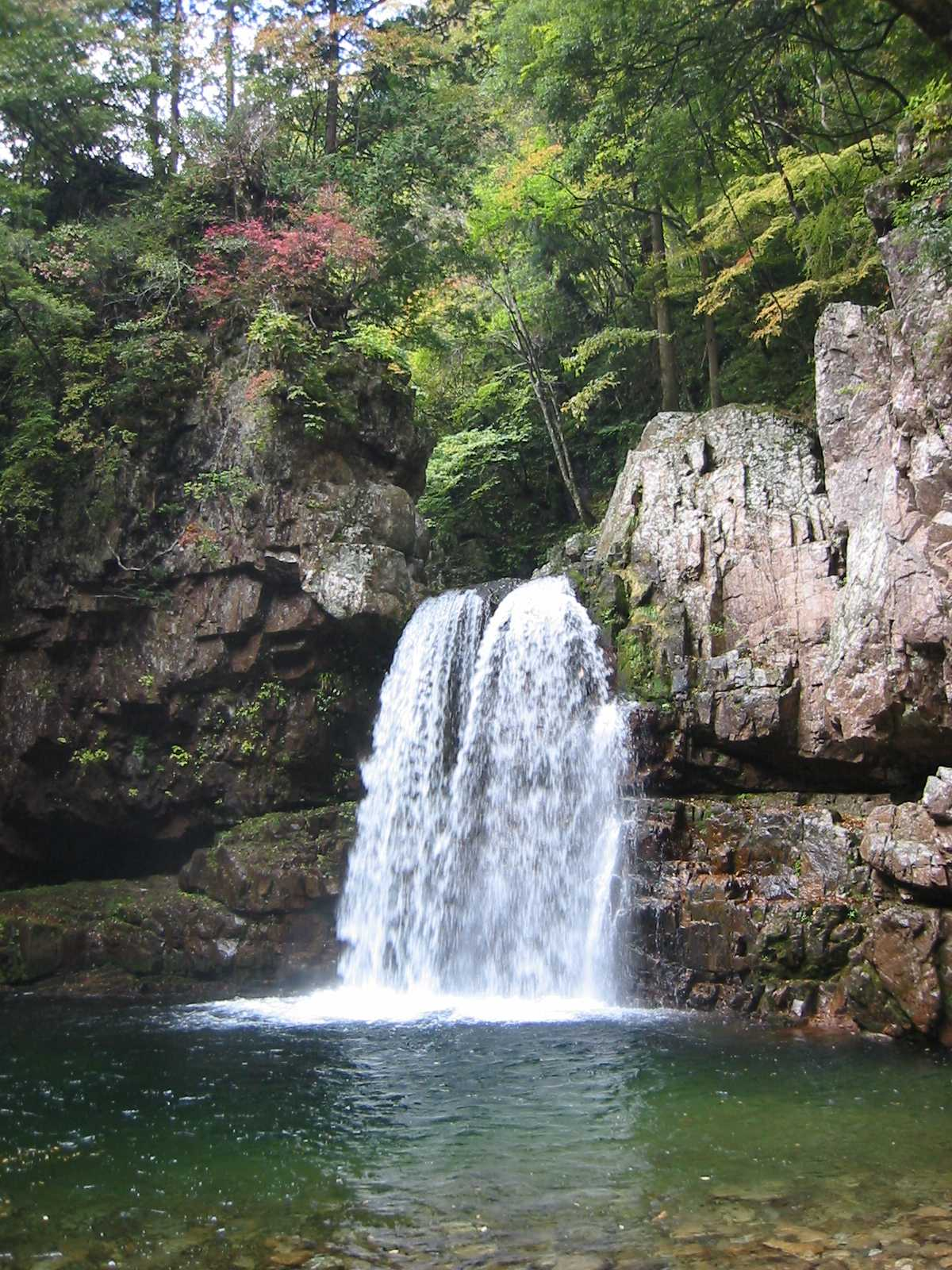
Двоступеневий водоспад каньйону
- Триступеневий водоспад каньйону